# Rhodhiss
Rhodhiss è un comune degli Stati Uniti d'America, situato in Carolina del Nord, diviso tra la contea di Burke e la contea di Caldwell.